# Шелехово (Абайская область)
Шелехово (каз. Шелехово) — село в Бородулихинском районе Абайской области Казахстана. Административный центр сельского округа Степной. Находится примерно в 32 км к западу от районного центра, села Бородулиха. Код КАТО — 633883100.

## Население
В 1999 году население села составляло 522 человека (261 мужчина и 261 женщина). По данным переписи 2009 года, в селе проживало 289 человек (152 мужчины и 137 женщин).